# Сичуїт (Род-Айленд)
Сичуїт (англ. Scituate) — місто (англ. town) в США, в окрузі Провіденс штату Род-Айленд. Населення — 10 384 особи (2020).

## Демографія

### Перепис 2010
Згідно з переписом 2010 року, у місті мешкало 10 329 осіб у 3945 домогосподарствах у складі 2991 родини. Було 4144 помешкання
Расовий склад населення:
| - 97,8 % — білих - 0,7 % — азіатів - 0,4 % — чорних або афроамериканців - 0,2 % — корінних американців |

До двох чи більше рас належало 0,7 %. Частка іспаномовних становила 1,2 % від усіх жителів.
За віковим діапазоном населення розподілялося таким чином: 22,0 % — особи молодші 18 років, 63,2 % — особи у віці 18—64 років, 14,8 % — особи у віці 65 років та старші. Медіана віку мешканця становила 45,2 року. На 100 осіб жіночої статі у місті припадало 96,4 чоловіків; на 100 жінок у віці від 18 років та старших — 96,1 чоловіків також старших 18 років.
Середній дохід на одне домашнє господарство становив 112 418 доларів США (медіана — 83 728), а середній дохід на одну сім'ю — 132 553 долари (медіана — 105 590). Медіана доходів становила 63 192 долари для чоловіків та 53 770 доларів для жінок. За межею бідності перебувало 6,6 % осіб, у тому числі 10,2 % дітей у віці до 18 років та 4,6 % осіб у віці 65 років та старших.
Цивільне працевлаштоване населення становило 6076 осіб. Основні галузі зайнятості: освіта, охорона здоров'я та соціальна допомога — 26,5 %, науковці, спеціалісти, менеджери — 13,3 %, роздрібна торгівля — 12,4 %.

### Перепис 2000
За даними перепису 2000 року
на території муніципалітету мешкало 10 324 людей, було 3 780 садиб.
Густота населення становила 81,9 осіб/км². З 3 780 садиб у 36,2 % проживали діти до 18 років, подружніх пар, що мешкали разом, було 67,3 %,
садиб, у яких господиня не мала чоловіка — 7,5 %, садиб без сім'ї — 22,5 %.
Власники 7,7 % садиб мали вік, що перевищував 65 років, а в 18,5 % садиб принаймні одна людина була старшою за 65 років. Кількість людей у середньому на садибу становила 2,72, а в середньому на родину 3,12.
Середній річний дохід на садибу становив 60 788 доларів США, а на родину — 67 593 доларів США. Чоловіки мали дохід 42 392 доларів, жінки — 30 703 доларів. Дохід на душу населення був 28 092 доларів. Приблизно 2 % родин та 3,9 % населення жили за межею бідності.
Медіанний вік населення становив 40 років. На кожних 100 жінок віком понад 18 років припадало 94,4 чоловіків.